# Расчалка

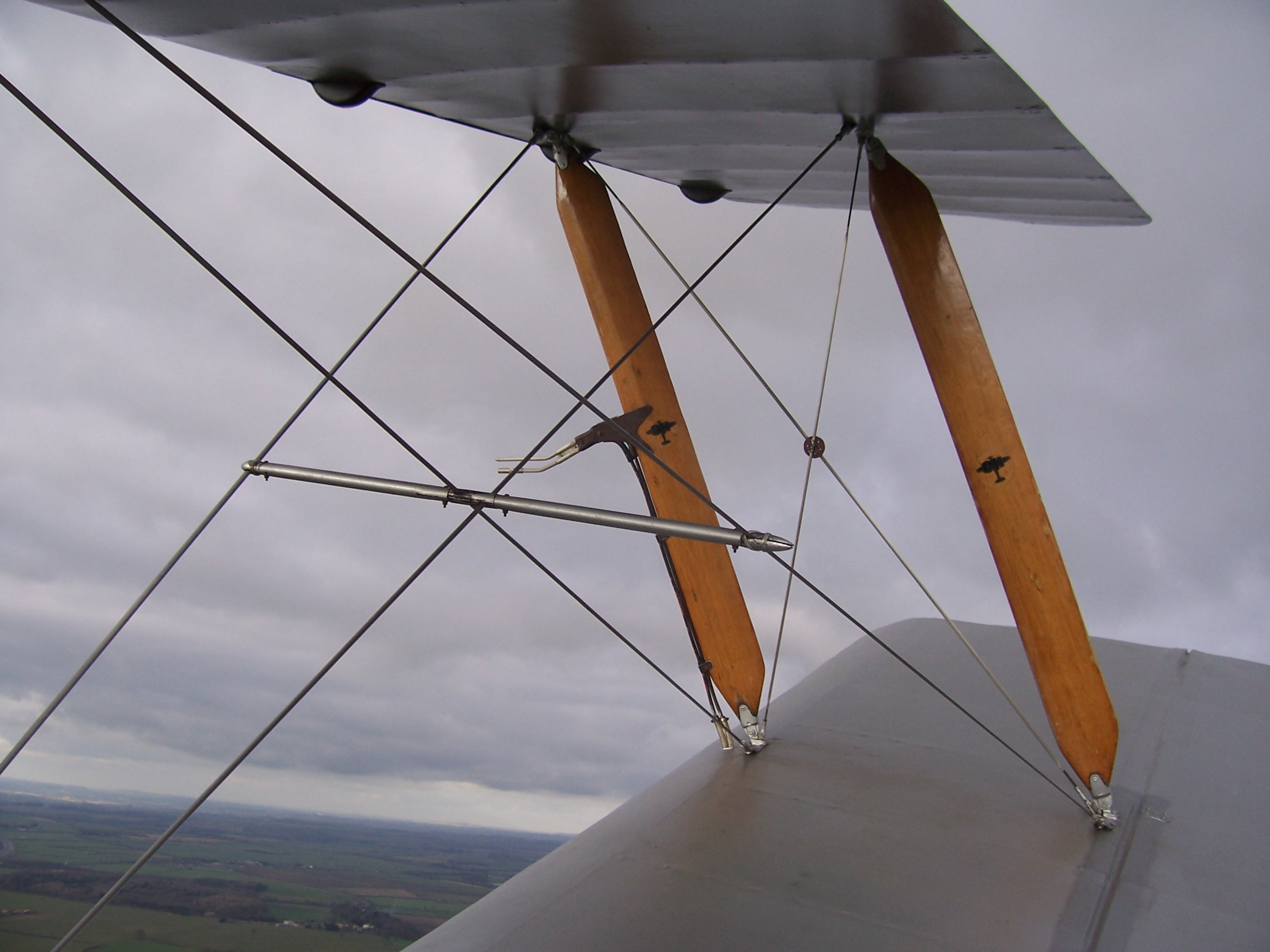
Расчалочная конструкция со стойками на британском биплане 1930-х годов De Havilland Tiger Moth

Расча́лка — тонкий трос, стальная проволока, оттянутая в каком-либо направлении для соединения частей конструкции в определённом положении. В авиации расчалки применяются для придания жёсткости крылу, ферме. Расчалки соединяют узлы усиленных нервюр с лонжеронами, образуя с лонжеронами и нервюрами горизонтальную ферму крыла. Часто используются в сочетании с раскосами (подкосами), стойками. Наиболее распространены в конструкции бипланов (Ан-2, По-2), трипланов (Sopwith Triplane), некоторых монопланов (Fokker E.I).
Многие самолёты, построенные в 1910-1920-х годах, имели исключительно тонкие крылья. В те годы считалось, что требуемая подъёмная сила может быть достигнута только на очень тонких, плоских или слегка изогнутых аэродинамических поверхностях. Такое тонкое крыло, подобное тонкой пластине, изгибается под действием даже небольшой нагрузки. Для того, чтобы обеспечить требуемые жёсткость и прочность, крыло стали подкреплять наружными расчалками.
В крыле различают ленты-расчалки лобовые, работающие в полёте, и обратные, работающие от инерционных сил при посадке.

## Применение
В авиации успешно использовались две компоновочные схемы самолётов — расчалочный моноплан и расчалочный биплан.

#### Расчалочный моноплан
Подъёмная сила приложена на некотором расстоянии от центра тяжести и создаёт момент. Этот момент должен быть уравновешен моментом сил реакции, поскольку система крыло — расчалка находится в равновесии. Под действием подъёмной силы нижняя расчалка натягивается, а верхняя — ослабляется. Следовательно, в полёте верхняя расчалка не передаёт никаких усилий на фюзеляж, и силы реакции будут возникать только в месте соединения крыла с нижней расчалкой.
Когда самолёт приземляется, подъёмная сила на крыле небольшая. В таких условиях часть веса крыла должна удерживаться верхней расчалкой, а нижняя расчалка при этом разгружается. По этой причине верхняя расчалка называется «посадочной» (обратной), а нижняя — «полётной» (несущей). Тонкое крыло не способно выдерживать большие нагрузки. Поэтому необходимо крепить несущую расчалку вблизи шасси, а верхнюю — к пилону, который размещают над фюзеляжем.

#### Расчалочный биплан
Для увеличения вертикальных расстояний при креплении расчалок была предложена конструкция биплана. Конструктивная схема расчалочного биплана показала хорошую живучесть.  В качестве расстояния, где приложена подъёмная сила от центра тяжести, принимается расстояние между стойкой и фюзеляжем.

## Отрицательное воздействие
Главным недостатком расчалочных конструкций является большое лобовое сопротивление из-за наличия множества вспомогательных элементов конструкции, таких, как расчалки, раскосы, стойки, которые подвергаются воздействию воздушного потока. К тому же при определённых направлениях воздушных потоков расчалки имеют некоторые колебания, из-за которых аэродинамическое сопротивление также резко возрастает. Как следствие, это приводит к ограниченности в скорости и повышенному расходу горючего.